# Pejzaż z zamkiem na wzgórzu
Pejzaż z zamkiem na wzgórzu – obraz olejny namalowany przez holenderskiego malarza Frederika de Moucherona około 1660–1670, znajdujący się w Gabinecie Portretowym Pałacu Na Wyspie w Łazienkach Królewskich w Warszawie. Właścicielem obrazu będącego w depozycie Łazienek jest Muzeum Narodowe w Warszawie.

## Opis
Pejzaż z zamkiem na wzgórzu i jego pendant pod tytułem Pejzaż leśny znajdujący się w zbiorach Muzeum Narodowego w Warszawie odnotowane były w pierwszych katalogach galerii króla Polski i wielkiego księcia litewskiego Stanisława Augusta jako „piękne”, lecz bez autora, mimo że oba opatrzone są u dołu po lewej sygnaturą Moucherona. Obrazy mają takie same wymiary, ale nie jest pewne czy namalowane zostały jako para tym bardziej że w siedemnastowiecznej Holandii tworzono pendanty spełniające kryteria ikonograficzne – oba pejzaże są przeciwstawnie różne i kontrastują ze sobą tematycznie. 
Pejzaż z zamkiem na wzgórzu przedstawia krajobraz w stylu włoskim z malowniczą skałą i jasnymi murami warowni, otwarty na widok równiny z łagodnymi wzgórzami na horyzoncie. Na pierwszym planie widać pasterzy przeprowadzających bydło przez drewniany most przerzucony nad rzeką. Motyw srebrzystych pni drzew Frederik de Moucheron zaczerpnął od innego holenderskiego malarza Jana Hackaerta. U dołu po prawej znajduje się czerwony numer rosyjskich zbiorów cesarskich „4625”.